# Naisten Vaahteraliiga 2019
La Naisten Vaahteraliiga 2019 è la 22ª edizione del campionato di football americano di primo livello femminile, organizzato dalla SAJL.
Le Helsinki Roosters si sono ritirate dopo la 5ª giornata e i loro risultati sono stati annullati.

## Squadre partecipanti
| Club                       | Città           | Stadio | Sponsor ufficiale | Risultato nella stagione 2018 |
| -------------------------- | --------------- | ------ | ----------------- | ----------------------------- |
| Helsinki Roosters          | Helsinki        |        |                   |                               |
| Helsinki Wolverines        | Helsinki        |        |                   |                               |
| Kuopio Steelers            | Kuopio          |        |                   |                               |
| Sankt Petersburg Valkyries | San Pietroburgo |        |                   |                               |
| Tampere Saints             | Tampere         |        |                   |                               |
| Turku Trojans              | Turku           |        |                   |                               |

## Stagione regolare

### Calendario

#### 1ª giornata
| Turku 11 maggio 2019, ore 12:00 | Turku Trojans | 46 – 30 (20-7 0-7 14-9 12-7) referto | Kuopio Steelers | Yläkenttä (154 spett.)\| Arbitro: \| J. Sipi \| |
| Arbitro:                        | J. Sipi       |                                      |                 |                                                 |

| Helsinki 11 maggio 2019, ore 17:00 | Helsinki Wolverines | 42 – 12 (14-6 7-0 21-6 0-0) referto | Sankt Petersburg Valkyries | Brahen kenttä (86 spett.)\| Arbitro: \| R.M. Suojanen \| |
| Arbitro:                           | R.M. Suojanen       |                                     |                            |                                                          |

| Helsinki 12 maggio 2019, ore 15:00 | Helsinki Roosters | 20 – 25 (6-7 14-6 0-6 0-6) referto | Tampere Saints | Velodromo di Helsinki (103 spett.)\| Arbitro: \| J. Lehtinen \| |
| Arbitro:                           | J. Lehtinen       |                                    |                |                                                                 |

#### 2ª giornata
| Kuopio 18 maggio 2019, ore 15:00 | Kuopio Steelers | 52 – 22 (13-6 13-8 19-8 7-0) referto | Sankt Petersburg Valkyries | Keskuskentän tekonurmi (120 spett.)\| Arbitro: \| M. Immonen \| |
| Arbitro:                         | M. Immonen      |                                      |                            |                                                                 |

| Helsinki 18 maggio 2019, ore 17:00 | Helsinki Wolverines | 61 – 0 (13-0 27-0 14-0 7-0) referto | Tampere Saints | Brahen kenttä (98 spett.)\| Arbitro: \| M. Makarainen \| |
| Arbitro:                           | M. Makarainen       |                                     |                |                                                          |

| Helsinki 18 maggio 2019, ore 18:00 | Helsinki Roosters | 0 – 56 (0-14 0-6 0-14 0-22) referto | Turku Trojans | Velodromo di Helsinki (65 spett.)\| Arbitro: \| J. Lehtinen \| |
| Arbitro:                           | J. Lehtinen       |                                     |               |                                                                |

#### 3ª giornata
| Karhula 25 maggio 2019, ore 12:00 | Sankt Petersburg Valkyries | 50 – 20 (8-8 36-0 6-12 0-0) referto | Helsinki Roosters | Karhulan keskuskenttä (21 spett.) |

| Helsinki 25 maggio 2019, ore 17:00 | Helsinki Wolverines | 33 – 7 (6-0 7-0 14-0 6-7) referto | Kuopio Steelers | Brahen kenttä (47 spett.)\| Arbitro: \| A. Tallberg \| |
| Arbitro:                           | A. Tallberg         |                                   |                 |                                                        |

| Turku 26 maggio 2019, ore 13:00 | Turku Trojans | 24 – 0 (16-0 0-0 0-0 8-0) referto | Tampere Saints | Yläkenttä (100 spett.)\| Arbitro: \| J. Lehtinen \| |
| Arbitro:                        | J. Lehtinen   |                                   |                |                                                     |

#### 4ª giornata
| Tampere 1º giugno 2019, ore 14:30 | Tampere Saints | 12 – 35 (6-14 0-0 6-14 0-7) referto | Kuopio Steelers | Pyynikin urheilukenttä (193 spett.) |

| Turku 2 giugno 2019, ore 14:30 | Sankt Petersburg Valkyries | 12 – 36 (6-12 6-6 0-6 0-12) referto | Turku Trojans | Turun Urheilupuiston yläkenttä (125 spett.)\| Arbitro: \| J. Seppelin \| |
| Arbitro:                       | J. Seppelin                |                                     |               |                                                                          |

| Helsinki 3 giugno 2019, ore 18:00 | Helsinki Roosters | 0 – 61 (0-19 0-21 0-7 0-14) referto | Helsinki Wolverines | Velodromo di Helsinki (54 spett.)\| Arbitro: \| V. Lamminsalo \| |
| Arbitro:                          | V. Lamminsalo     |                                     |                     |                                                                  |

#### 5ª giornata
| Helsinki 8 giugno 2019, ore 14:00 | Helsinki Wolverines | 44 – 20 (13-8 14-0 14-6 3-6) referto | Turku Trojans | Brahen kenttä (117 spett.)\| Arbitro: \| J. Lehtinen \| |
| Arbitro:                          | J. Lehtinen         |                                      |               |                                                         |

| Tampere 8 giugno 2019, ore 14:30 | Tampere Saints | 18 – 42 (6-8 12-6 0-0 0-28) referto | Sankt Petersburg Valkyries | Pyynikin urheilukenttä (138 spett.)\| Arbitro: \| J. Mustikkamaa \| |
| Arbitro:                         | J. Mustikkamaa |                                     |                            |                                                                     |

| Kuopio 9 giugno 2019, ore 15:00 | Kuopio Steelers | 30 – 0 (9-0 7-0 14-0 0-0) referto | Helsinki Roosters | Väinölänniemen stadion (120 spett.)\| Arbitro: \| J. Forsberg \| |
| Arbitro:                        | J. Forsberg     |                                   |                   |                                                                  |

#### 6ª giornata
| Tampere 15 giugno 2019, ore 16:30 | Tampere Saints | 0 – 69 (0-14 0-21 0-6 0-28) referto | Helsinki Wolverines | Pyynikin urheilukenttä (117 spett.)\| Arbitro: \| K. Lahtinen \| |
| Arbitro:                          | K. Lahtinen    |                                     |                     |                                                                  |

| Kuopio 16 giugno 2019, ore 15:00 | Sankt Petersburg Valkyries | 32 – 13 (8-0 12-0 0-13 12-0) referto | Kuopio Steelers | Väinölänniemen stadion (105 spett.)\| Arbitro: \| M. Makarainen \| |
| Arbitro:                         | M. Makarainen              |                                      |                 |                                                                    |

| 15-16 giugno 2019 | Turku Trojans | - – - | Helsinki Roosters |  |

#### 7ª giornata
| Tampere 29 giugno 2019, ore 12:00 | Tampere Saints | 13 – 12 (0-0 7-6 0-0 6-6) referto | Turku Trojans | Pyynikin urheilukenttä (189 spett.)\| Arbitro: \| H. Toijala \| |
| Arbitro:                          | H. Toijala     |                                   |               |                                                                 |

| Kuopio 29 giugno 2019, ore 13:00 | Kuopio Steelers | 0 – 43 (0-8 0-14 0-14 0-7) referto | Helsinki Wolverines | Väinölänniemen stadion (50 spett.)\| Arbitro: \| M. Immonen \| |
| Arbitro:                         | M. Immonen      |                                    |                     |                                                                |

| 29-30 giugno 2019 | Helsinki Roosters | - – - | Sankt Petersburg Valkyries |  |

#### 8ª giornata
| Turku 6 luglio 2019, ore 12:00 | Turku Trojans | 22 – 31 (8-10 6-7 0-7 8-7) referto | Helsinki Wolverines | Yläkenttä (87 spett.)\| Arbitro: \| K. Lahtinen \| |
| Arbitro:                       | K. Lahtinen   |                                    |                     |                                                    |

| Puškin 6 luglio 2019, ore 12:00 | Sankt Petersburg Valkyries | 38 – 20 (6-0 20-0 6-6 6-14) referto | Tampere Saints | Tsarskoe Selo Stadium |

| 6-7 luglio 2019 | Helsinki Roosters | - – - | Kuopio Steelers |  |

#### 9ª giornata
| 13-14 luglio 2019 | Helsinki Wolverines | - – - | Helsinki Roosters |  |

| Kuopio 13 luglio 2019, ore 15:00 | Kuopio Steelers | 14 – 9 (0-7 0-0 14-0 0-2) referto | Tampere Saints | Keskuskentän tekonurmi (80 spett.)\| Arbitro: \| T. Julkunen \| |
| Arbitro:                         | T. Julkunen     |                                   |                |                                                                 |

| Turku 14 luglio 2019, ore 13:00 | Turku Trojans | 62 – 26 (18-6 8-8 20-6 16-6) referto | Sankt Petersburg Valkyries | Yläkenttä (100 spett.)\| Arbitro: \| P. Hautala \| |
| Arbitro:                        | P. Hautala    |                                      |                            |                                                    |

#### 10ª giornata
| Kotka 20 luglio 2019, ore 15:00 | Sankt Petersburg Valkyries | 30 – 42 (0-14 6-7 24-7 0-14) referto | Helsinki Wolverines | Puistolan kenttä |

| 20-21 luglio 2019 | Tampere Saints | - – - | Helsinki Roosters |  |

| Kuopio 21 luglio 2019, ore 15:00 | Kuopio Steelers | 0 – 48 (0-20 0-8 0-8 0-12) referto | Turku Trojans | Väinölänniemen stadion (50 spett.)\| Arbitro: \| K. Lehtinen \| |
| Arbitro:                         | K. Lehtinen     |                                    |               |                                                                 |

### Classifica
La classifica della regular season è la seguente:
- PCT = percentuale di vittorie, G = partite giocate, V = partite vinte,  P = partite perse, PF = punti fatti, PS = punti subiti

| Pos. | Squadra                    | PCT   | G | V | N | P | PF  | PS  |
| ---- | -------------------------- | ----- | - | - | - | - | --- | --- |
| 1    | Helsinki Wolverines        | 1.000 | 8 | 8 | 0 | 0 | 365 | 91  |
| 2    | Turku Trojans              | .625  | 8 | 5 | 0 | 3 | 270 | 156 |
| 3    | Sankt Petersburg Valkyries | .375  | 8 | 3 | 0 | 5 | 214 | 285 |
| 4    | Kuopio Steelers            | .375  | 8 | 3 | 0 | 5 | 151 | 245 |
| 5    | Tampere Saints             | .125  | 8 | 1 | 0 | 7 | 97  | 315 |
| -    | Helsinki Roosters          | -     | - | - | - | - | -   | -   |

## Playoff

### Tabellone
|  | Semifinali | Semifinali                 | Semifinali |                            |   | XXII Finale         | XXII Finale | XXII Finale |  |
|  |            |                            |            |                            |   |                     |             |             |  |
|  | 1          | Helsinki Wolverines        | 66         |                            |   |                     |             |             |  |
|  | 1          | Helsinki Wolverines        | 66         |                            |   |                     |             |             |  |
|  | 4          | Kuopio Steelers            | 6          |                            |   |                     |             |             |  |
|  | 4          | Kuopio Steelers            | 6          |                            | 1 | Helsinki Wolverines | 47          |             |  |
|  |            |                            |            |                            | 1 | Helsinki Wolverines | 47          |             |  |
|  |            |                            | 3          | Sankt Petersburg Valkyries | 8 |                     |             |             |  |
|  | 3          | Sankt Petersburg Valkyries | 3          | Sankt Petersburg Valkyries | 8 | 28                  |             |             |  |
|  | 3          | Sankt Petersburg Valkyries |            |                            |   |                     |             |             |  |
|  | 2          | Turku Trojans              | 22         |                            |   |                     |             |             |  |

### Semifinali
| Helsinki 24 agosto 2019, ore 17:00 | Helsinki Wolverines | 66 – 6 (21-0 19-6 19-0 7-0) referto | Kuopio Steelers | Brahen kenttä (138 spett.)\| Arbitro: \| J. Sipi \| |
| Arbitro:                           | J. Sipi             |                                     |                 |                                                     |

| Turku 25 agosto 2019, ore 13:00 | Turku Trojans | 22 – 28 (8-0 0-22 0-0 14-6) referto | Sankt Petersburg Valkyries | Yläkenttä (176 spett.)\| Arbitro: \| P. Hautala \| |
| Arbitro:                        | P. Hautala    |                                     |                            |                                                    |

### XXII Finale
| Vantaa 1º settembre 2019, ore 15:00 | Helsinki Wolverines | 47 – 8 (6-0 7-8 27-0 7-0) referto | Sankt Petersburg Valkyries | Myyrmäen jalkapallostadion (303 spett.)\| Arbitro: \| L. Lahtinen \| |
| Arbitro:                            | L. Lahtinen         |                                   |                            |                                                                      |

## Verdetti
- Helsinki Wolverines Campionesse della Finlandia 2019

## Marcatrici
| Giocatrice      | Sq.                        | TD rush | TD recv | TD int | TD p.ret | TD k.ret | TD oth | Xp1   | Xp2 | FG  | Saf | Totale |
| --------------- | -------------------------- | ------- | ------- | ------ | -------- | -------- | ------ | ----- | --- | --- | --- | ------ |
| T. Kuusinen     | Helsinki Wolverines        | 28+8    | 1+0     | 0+0    | 0+0      | 0+0      | 0+0    | 0+0   | 1+0 | 0+0 | 0+0 | 224    |
| Kaszas          | Turku Trojans              | 14+1    | 2+0     | 2+0    | 0+0      | 0+0      | 1+0    | 0+0   | 3+1 | 0+0 | 0+0 | 128    |
| S. Seppala      | Helsinki Wolverines        | 0+0     | 8+1     | 0+0    | 0+0      | 0+0      | 0+0    | 48+11 | 0+0 | 2+0 | 0+0 | 119    |
| 2 giocatrici    | 86                         |         |         |        |          |          |        |       |     |     |     |        |
| Pulkkinen       | Kuopio Steelers            | 11      | 0       | 0      | 0        | 0        | 0      | 17    | 0   | 0   | 0   | 83     |
| J. Kangas       | Helsinki Wolverines        | 0+0     | 7+2     | 0+0    | 0+0      | 0+0      | 0+0    | 0+0   | 1+0 | 0+0 | 0+0 | 56     |
| E. Proskurikova | Sankt Petersburg Valkyries | 6+1     | 0+0     | 0+0    | 0+0      | 0+0      | 0+0    | 0+0   | 4+0 | 0+0 | 0+0 | 50     |
| P. Kosonen      | Helsinki Wolverines        | 1+0     | 3+3     | 0+0    | 0+0      | 0+0      | 0+0    | 0+0   | 0+0 | 0+0 | 0+0 | 44     |
| 2 giocatrici    | 38                         |         |         |        |          |          |        |       |     |     |     |        |
| 2 giocatrici    | 36                         |         |         |        |          |          |        |       |     |     |     |        |
| J. Hakkarainen  | Turku Trojans              | 2+1     | 0+0     | 0+0    | 0+0      | 0+0      | 0+0    | 0+0   | 7+0 | 0+0 | 0+0 | 32     |
| N. Sutinen      | Kuopio Steelers            | 4       | 0       | 0      | 0        | 0        | 0      | 4     | 0   | 0   | 0   | 28     |
| 2 giocatrici    | 26                         |         |         |        |          |          |        |       |     |     |     |        |
| 2 giocatrici    | 24                         |         |         |        |          |          |        |       |     |     |     |        |
| 2 giocatrici    | 22                         |         |         |        |          |          |        |       |     |     |     |        |
| 2 giocatrici    | 20                         |         |         |        |          |          |        |       |     |     |     |        |
| 3 giocatrici    | 18                         |         |         |        |          |          |        |       |     |     |     |        |
| E. Torres       | Sankt Petersburg Valkyries | 0+0     | 1+1     | 0+0    | 0+0      | 0+0      | 0+0    | 0+0   | 0+2 | 0+0 | 0+0 | 16     |
| Partanen        | Turku Trojans              | 0       | 2       | 0      | 0        | 0        | 0      | 0     | 1   | 0   | 0   | 14     |
| 6 giocatrici    | 12                         |         |         |        |          |          |        |       |     |     |     |        |
| 9 giocatrici    | 6                          |         |         |        |          |          |        |       |     |     |     |        |
| A. Hiivola      | Turku Trojans              | 0       | 0       | 0      | 0        | 0        | 0      | 0     | 2   | 0   | 0   | 4      |
| K. Kakko        | Tampere Saints             | 0       | 0       | 0      | 0        | 0        | 0      | 3     | 0   | 0   | 0   | 3      |
| 8 giocatrici    | 2                          |         |         |        |          |          |        |       |     |     |     |        |

- Miglior marcatrice della stagione regolare: T. Kuusinen ( Helsinki Wolverines), 176
- Miglior marcatrice dei playoff: T. Kuusinen ( Helsinki Wolverines), 48
- Miglior marcatrice della stagione: T. Kuusinen ( Helsinki Wolverines), 224

## Passer rating
La classifica tiene in considerazione soltanto le quarterback con almeno 10 lanci effettuati.
| Giocatrice      | Sq.                        | G   | Att    | Comp   | Int  | Yds      | TD   | NFL    | NCAA   |
| --------------- | -------------------------- | --- | ------ | ------ | ---- | -------- | ---- | ------ | ------ |
| J. Hakkarainen  | Turku Trojans              | 9+1 | 197+20 | 104+6  | 5+1  | 1537+144 | 23+1 | 101,95 | 146,73 |
| Tiainen         | Helsinki Wolverines        | 9+2 | 128+36 | 59+20  | 2+0  | 768+292  | 15+8 | 103,66 | 146,30 |
| Pulkkinen       | Kuopio Steelers            | 3   | 12     | 8      | 1    | 36       | 1    | 63,19  | 102,70 |
| E. Proskurikova | Sankt Petersburg Valkyries | 9+2 | 325+71 | 149+31 | 11+1 | 1660+344 | 18+4 | 66,94  | 100,24 |
| Kaszas          | Turku Trojans              | 4   | 14     | 9      | 0    | 54       | 0    | 71,73  | 96,69  |
| P. Kosonen      | Helsinki Wolverines        | 7+2 | 87+15  | 34+6   | 2+0  | 353+36   | 5+1  | 62,09  | 86,74  |
| E. Kolehmainen  | Kuopio Steelers            | 8+1 | 217+30 | 84+8   | 10+4 | 1003+64  | 8+1  | 39,65  | 74,22  |
| Hartikainen     | Tampere Saints             | 8   | 167    | 57     | 11   | 596      | 4    | 25,94  | 58,84  |
| J. Virtanen     | Helsinki Roosters          | 5   | 71     | 13     | 3    | 153      | 0    | 21,98  | 27,96  |

- Miglior QB della stagione regolare: J. Hakkarainen ( Turku Trojans), 151,78
- Miglior QB dei playoff: Tiainen ( Helsinki Wolverines), 197,02
- Miglior QB della stagione: J. Hakkarainen ( Turku Trojans), 146,73